# زدينك سفيراك
زدينك سفيراك (بالتشيكية: Zdeněk Svěrák)‏ (و. 1936  م) هو كاتب سيناريو، ومغني، وكاتب أغاني، وكاتب، وكاتب مسرحي، وشاعر، وممثل أفلام من التشيك، وتشيكوسلوفاكيا، ولد في براغ، هو عضوٌ في الحزب الشيوعي التشيكوسلوفاكي (1961–1969).

## التعليم
تعلم في جامعة كارلوفا.

## جوائز
حصل على جوائز منها:
- Miloslav Švandrlík Award  [لغات أخرى]‏ (2014)
- Magnesia Litera [الإنجليزية]‏ (2004)
- كريتش ليون  [لغات أخرى]‏
- Magnesia Litera 2014  [لغات أخرى]‏
- Magnesia Litera 2012  [لغات أخرى]‏
- ميدالية الاستحقاق التشيكية  [لغات أخرى]‏.

## وصلات خارجية
- زدينك سفيراك على موقع IMDb (الإنجليزية)
- زدينك سفيراك على موقع ألو سيني (الفرنسية)
- زدينك سفيراك على موقع ميوزك برينز (الإنجليزية)
- زدينك سفيراك على موقع أول موفي (الإنجليزية)
- زدينك سفيراك على موقع قاعدة بيانات الأفلام السويدية (السويدية)
- زدينك سفيراك على موقع أول ميوزيك (الإنجليزية)
- زدينك سفيراك على موقع ديسكوغز (الإنجليزية)
- زدينك سفيراك على موقع قاعدة بيانات الفيلم (الإنجليزية)
- زدينك سفيراك على موقع كينوبويسك (الروسية)